# 蔡穆侯
蔡穆侯（？—前646年），又作蔡缪侯，姬姓，名肸，為春秋諸侯國蔡國君主之一，他為蔡哀侯兒子，承襲蔡哀侯擔任該國君主，在位期間為前674年—前646年，共29年。 